# Dinamo ad autoeccitazione
Nella dinamo ad autoeccitazione una bobina di filo conduttore viene fatta ruotare all'interno di un campo magnetico; in tali condizioni, nel conduttore si genera una corrente indotta, che, a sua volta, passando in un circuito, genera e mantiene il campo magnetico entro cui ruota la bobina. Una volta innescata la dinamo (con un magnete esterno), il sistema continua a mantenere attivo il campo magnetico, finché il conduttore viene tenuto in movimento.
Il funzionamento della dinamo ad autoeccitazione è preso come modello per spiegare le origini del campo magnetico terrestre. In questo caso, il materiale conduttore in movimento viene individuato nel nucleo esterno della Terra, dove il metallo (ferro e nichel) è presente allo stato liquido, e viene «agitato» da movimenti  convettivi come quelli del mantello.